# 役牌
役牌是日本麻将中的一种和牌方式，1翻。也称作翻牌。在有特定字牌组成的刻子或槓子时成立。因为可以碰牌，而且只需要三枚牌就能成立，所以可作为速攻的手段。也可以指能让这种役成立的牌。

## 概要
可以让这种役成立的牌有以下3種。
- 莊風牌：像東場的这样和場风相同的牌。也叫做圏風牌或者場風牌。
- 門風牌：例如北家的这样和自己的位置相同的牌，也叫做自風牌。
- 三元牌：・・。

如果有这样的牌的刻子或者槓子，役牌就成立。另外，如果有多个刻子（或者槓子），每一个算1翻，作為雀頭則計作兩符。平和時無法當作雀頭。根據部分規則，在延長賽時也可能會有風牌以外的圈風牌，例如白場、中場、發場。
另外，虽然是風牌，却既不是場風也不是自風的牌叫做客風牌，即使手上有这样的牌的刻子或者槓子也没有翻。

### 連風牌
連風牌是指在荘風牌和門風牌一样的时候，手中有那种牌的刻子或者槓子的情况，2翻役。也指那种（能让连风牌成立的）牌。東風場的東家若有三張東風牌，則稱為雙東，同理亦有雙南。在西入和一莊戰的場合，也有雙西和雙北。有些人將此視為獨立的牌型，也有人認為是場風牌和門風牌組合而成的複數牌型，不過並不影響翻數和點數的計算，一樣皆為兩翻。

## 符的計算
在計算符的时候，客風牌的雀頭是0符。而場風・自風・三元牌等役牌的雀頭是2符。因此，雀頭是役牌时，即使和了形式和平和一样，平和也不成立。另外，連風牌作雀頭的时候，视规则不同，可能是2符，也可能是4符。不过，如果是刻子或者槓子，那么无论是役牌、連風牌还是老頭牌，获得的符都是一样的。老頭牌即為数字一九牌。
| 連風牌的雀頭           | 2符／4符 |
| 不是連風牌的役牌的雀頭 | 2符      |
| 不是役牌的九牌的雀頭   | 0符      |

## 例子
听。在東場或者自風是東的时候，東是役牌（1翻）。東場并且自身是東家的时候，是2翻。
即使不是門前，役牌也成立。听。三元牌和場風、自風无关，总有1翻。
两个役牌可以同時成立。听。上例中，如果是東場，就能得到東和中的2翻。如果再加上是東家，总共就是3翻。
（例）四暗刻雙碰聽的情況
听，因為是門清聽牌，如果自摸就是四暗刻，榮胡還可獲得役牌的番，而榮胡则只有三暗刻及对对胡。